# Eulogio Oyó
Eulogio Oyó Riqueza (ur. 5 maja 1942 w Baney, zm. 4 marca 2013) – wojskowy, polityk i dyplomata z Gwinei Równikowej.
Urodził się w Baney na wyspie Bioko. Należał do grupy etnicznej Bubi.
Studiował w akademii wojskowej w Saragossie (1963-1965). Wśród jego studenckich towarzyszy znaleźli się przyszli prominentni politycy gwinejscy, tacy jak Salvador Elá Nseng i Teodoro Obiang Nguema Mbasogo. Placówkę opuścił w stopniu kapitana. Został następnie skierowany do służby w stołecznym Malabo. Zmuszony do odejścia z armii za prezydentury Macíasa Nguemy, wziął udział w zamachu stanu z 3 sierpnia 1979, który doprowadził do obalenia głowy państwa i skazania go na śmierć. Pełnił następnie szereg istotnych funkcji publicznych, w tym wiceprzewodniczącego Najwyższej Rady Wojskowej, gubernatora Regionu Wyspiarskiego oraz ambasadora przy Organizacji Jedności Afrykańskiej.
Zmarł w Madrycie, został pochowany kilka dni później w rodzinnym Baney.